# Breckinridge Long
Samuel Miller Breckinridge Long (Saint Louis, 6 maggio 1881 – Laurel, 26 settembre 1958) è stato un politico, diplomatico e ambasciatore statunitense.

## Biografia
Breckinridge Long nacque il 16 maggio 1881 da Margaret Miller Breckinridge e William Strudwick Long a St. Louis, nel Missouri. Long era un membro della famiglia Breckinridge, e un lontano cugino di Henry Skillman Breckinridge (1886-1960), che fu assistente segretario alla guerra degli Stati Uniti dal 1913 al 1916 sotto Wilson, e la cui figlia sposò John Stephens Graham, l'assistente segretario del tesoro, e commissari per la Internal Revenue Service and Atomic Energy Commission.
Laureatosi a lungo alla Princeton University nel 1904, ha studiato alla Scuola di giurisprudenza della Washington University dal 1905 al 1906 e nel 1909 ha ricevuto il master dalla Princeton University.

### Carriera
Nel 1906, fu ammesso al bar nel Missouri e aprì un ufficio a St. Louis nel 1907. A lungo continuato a praticare la professione di avvocato in modo indipendente fino al 1917. Dal 1914 al 1915, fu membro del Missouri Code Commission on Revision of Judicial Procedure . A lungo poi, ha lavorato per stabilire la Società delle Nazioni e sostenuto la democrazia wilsoniana. Gli è stato attribuito il merito di aver redatto lo slogan "Ci ha tenuti fuori dalla guerra" di Woodrow Wilson, che ha contribuito a garantire la rielezione di Wilson come presidente nel 1916.
È entrato nel Dipartimento di Stato poco dopo le elezioni. Nel 1917, Long fu nominato Terzo Assistente Segretario di Stato e rimase al posto fino a quando si dimise nel 1920 per perseguire l'elezione al Senato degli Stati Uniti dal Missouri. Mentre era nel Dipartimento di Stato, era responsabile della supervisione degli affari asiatici. Durante questo periodo ha anche indirizzato l'attenzione sul miglioramento della politica di comunicazione estera degli Stati Uniti e ha coordinato la prima revisione interdipartimentale delle comunicazioni internazionali degli Stati Uniti.
Nel 1920 Long fu il candidato democratico per il seggio al senato degli Stati Uniti nel Missouri detenuto da Selden P. Spencer, ma fu sconfitto, ottenendo il 44,5% dei voti, rispetto al 53,7% di Spencer. Ha perso una seconda candidatura per il Senato nel 1922.

### I rapporti con Roosevelt e la Seconda guerra mondiale
Long era amico personale del futuro presidente Franklin Delano Roosevelt, che aveva conosciuto come Assistente Segretario della Marina durante l'amministrazione Wilson, e generosamente contribuito alla sua campagna presidenziale del 1932. Roosevelt lo ricompensò con la posizione di ambasciatore degli Stati Uniti in Italia, che mantenne dal 1933 al 1936. Durante la sua ambasciata, fu criticato per aver sconsigliato al presidente di imporre un embargo sulle spedizioni petrolifere in Italia per rappresaglia per l'invasione dell'Etiopia da parte di Mussolini. Era membro di una missione speciale in Brasile, Argentina e Uruguay nel 1938. Allo scoppio della guerra, nel settembre 1939, accettò l'incarico di assistente speciale segretario di stato incaricato dei problemi derivanti dalla guerra, carica che mantenne fino al gennaio 1940, quando fu nominato assistente del segretario di stato. Fino al febbraio 1941, fu responsabile della supervisione di ventitré delle quarantadue divisioni nel dipartimento prima di una revisione del carico di lavoro tra gli altri segretari di aiuto.
Per molto tempo si è convinto di essere stato costantemente attaccato da coloro che ha definito radicali e dalla stampa ebraica per la sua posizione sui rigidi controlli sull'immigrazione imposti dalle leggi sull'immigrazione in vigore all'epoca. In un memorandum intra-dipartimento che circolò nel giugno del 1940, Long scrisse:
In definitiva, l'effetto delle politiche di immigrazione stabilite dal dipartimento di Long erano che, durante il coinvolgimento americano nella guerra, il novanta per cento delle quote disponibili per gli immigrati provenienti da paesi sotto il controllo tedesco e italiano non erano mai stati riempiti. Se lo fossero stati, altre 190.000 persone sarebbero potute sfuggire alle atrocità commesse dai nazisti.
Nel novembre del 1943, quando la Camera stava prendendo in considerazione due progetti di legge che avrebbero istituito un'agenzia governativa separata incaricata di assistere il salvataggio di profughi ebrei, Long diede testimonianza segreta alla Commissione Esteri della Camera dicendo che la maggioranza di 580.000 rifugiati ammessi dall'Europa erano ebrei e che tale legislazione sarebbe un rimprovero del Dipartimento di Stato in tempo di guerra. Da tempo annotava sul suo diario che aveva commesso un errore parlando senza note (il numero effettivo era di 568.000 visti autorizzati e solo 545.000 emessi), ma gli storici hanno notato che la sua testimonianza era fuorviante perché lui sottintendeva che tutti erano ebrei. Long è in gran parte ricordato per il suo ruolo di ostruzionismo come responsabile ufficiale per la concessione di visti per rifugiati durante la seconda guerra mondiale. Egli "ostacolò i tentativi di salvataggio, limitò drasticamente l'immigrazione e ammise figure falsificate di profughi, l'esposizione dei suoi misfatti portò alla sua retrocessione nel 1944. È diventato il bersaglio principale delle critiche alla politica di salvataggio e di rifugiati degli Stati Uniti". Egli giustifica questo nel suo diario facendo riferimento alle severe leggi contemporanee degli Stati Uniti che impongono quote sul numero di immigrati provenienti da determinati paesi, e la sua grande preoccupazione per la possibilità che la Germania e l'Unione Sovietica introducano spie o agenti sovversivi nel gli Stati Uniti in mezzo al grande numero di rifugiati.
Si dimise da lungo tempo dal Dipartimento di Stato nel novembre del 1944 e andò in pensione.

### Vita privata
Sposò Christine Alexander Graham nel 1912, con cui ebbe una figlia:
Christine Blair Long, che ha sposato Arnold Willcox.
I suoi interessi speciali includevano la collezione di antichità, dipinti e modelli di navi americane. Mantenne una scuderia di cavalli da corsa purosangue e fu direttore del Laurel Park Racecourse a Laurel, nel Maryland , e si divertì a caccia , pesca e vela.
Morì a Laurel, Maryland, il 26 settembre 1958. La sua vedova morì a Palm Beach, in Florida, nel 1959, all'età di 71 anni.